# Neocorynura chapadicola
Neocorynura chapadicola là một loài Hymenoptera trong họ Halictidae. Loài này được Cockerell mô tả khoa học năm 1901.